# Ciwalen (Garut Kota)
Ciwalen is een bestuurslaag in het regentschap Garut van de provincie West-Java, Indonesië. Ciwalen telt 8420 inwoners (volkstelling 2010).